# 中原站 (新北市)
中原站位於臺灣新北市中和區，為台北捷運環狀線第一階段的捷運車站。

## 車站概要
車站位於板南路中正路路口附近，近板南2號橋，車站編號為Y14。

## 車站構造

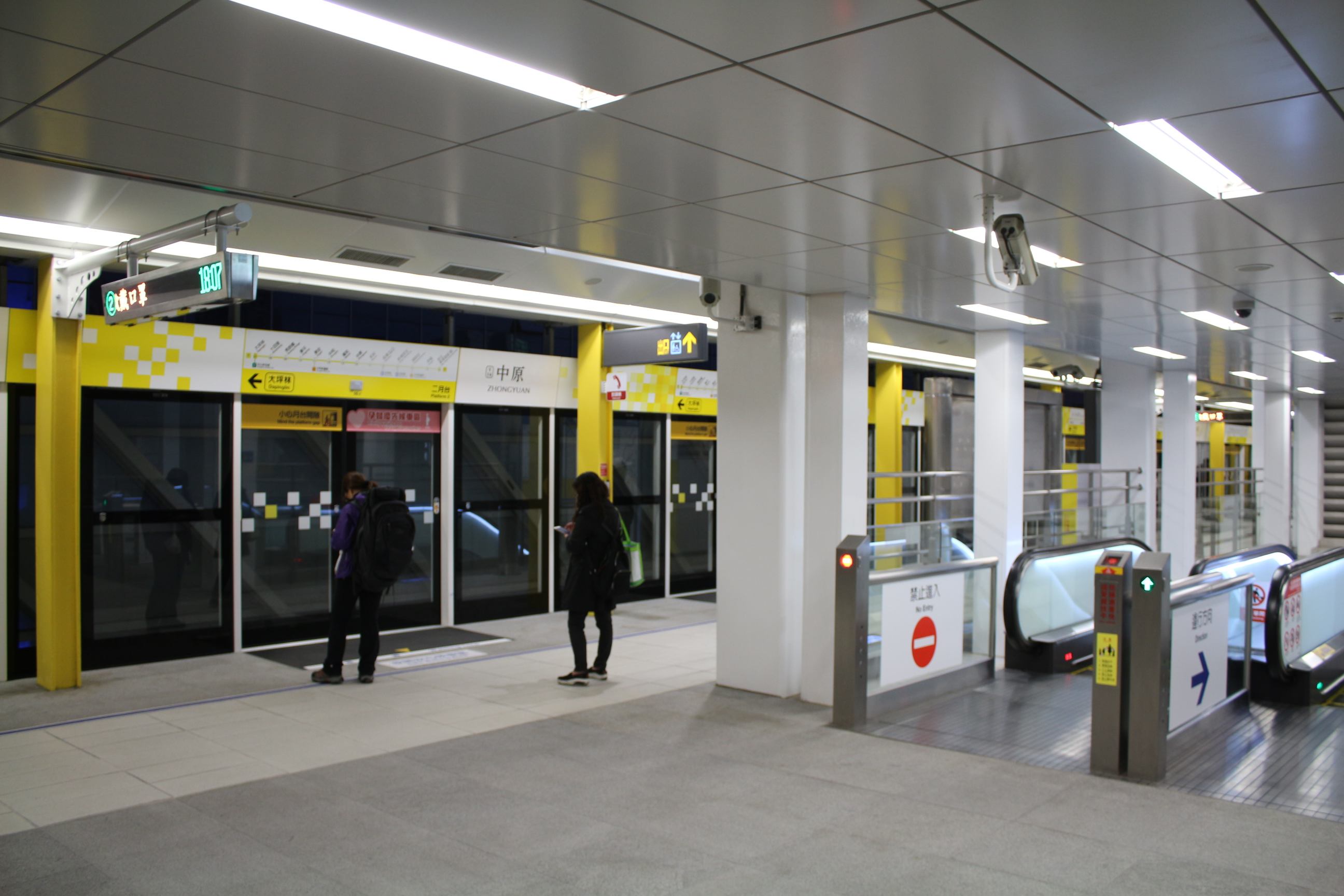
二月台（五樓）

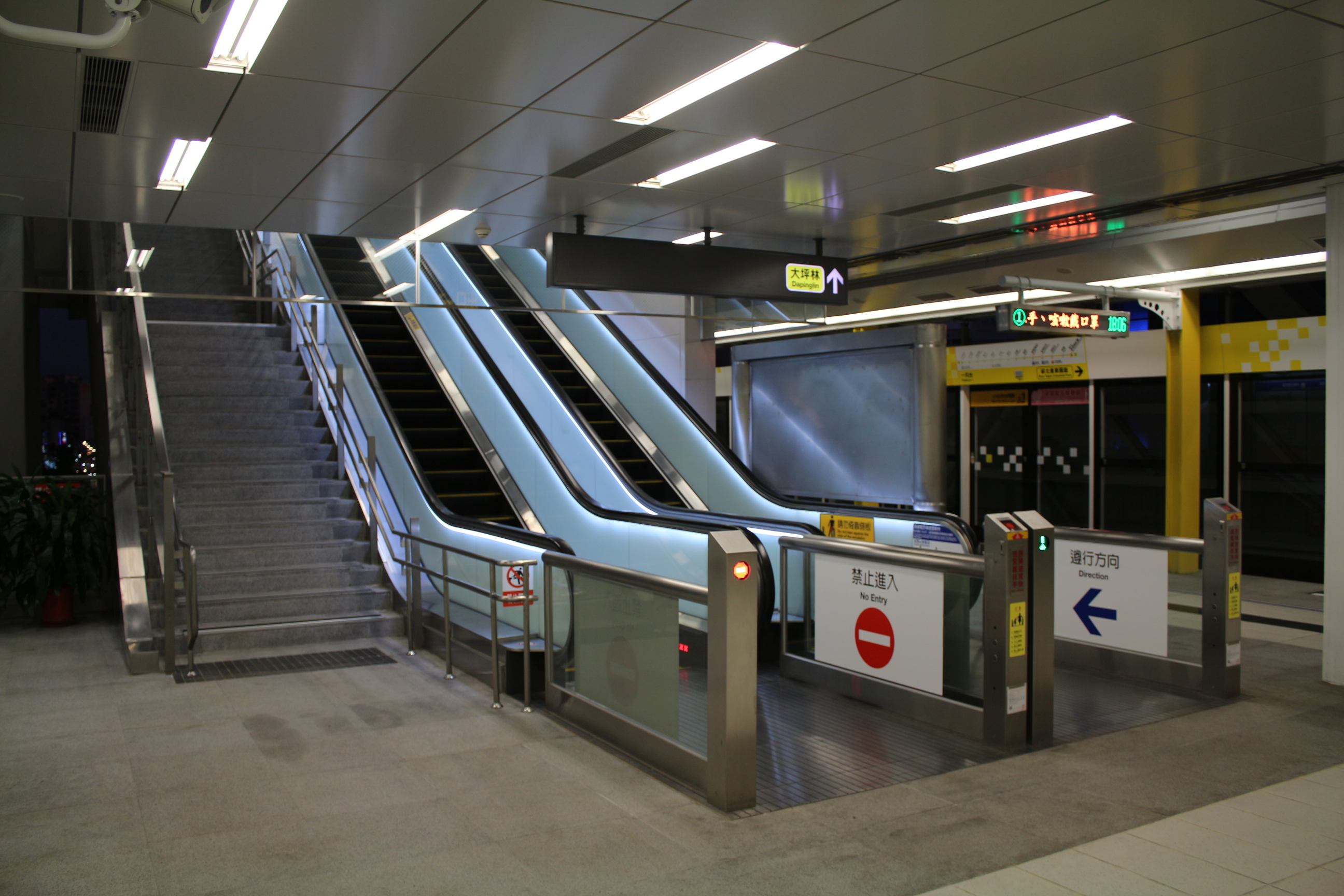
一月台（三樓）

地上五層疊式月台車站，兩個側式月台分別位於地上第三層與第五層（兩月台層間上下平行），形成側式疊式月台，設有一處出入口。

### 車站樓層
|           |                    |                                                                   |
| 地上 五樓 | 二月台             | ← 環狀線 往大坪林方向（Y13 橋和站）                               |
| 地上 五樓 | 側式月台，左側開門 |                                                                   |
| 地上 三樓 | 一月台             | 環狀線 往新北產業園區方向（Y15 板新站）→                          |
| 地上 三樓 | 側式月台，右側開門 |                                                                   |
| 地上 三樓 | 大廳層             | 車站大廳、詢問處、自動售票機、驗票閘門 販賣店、洗手間（付費區外） |
| 地面      |                    |                                                                   |
| 地面層    | 出入口             |                                                                   |

### 車站出口
| 出入口                             | 圖片 | 位置        |
| ---------------------------------- | ---- | ----------- |
| 單一出入口 · 設有電梯 · 設有手扶梯 | 近景 | 板南路510號 |
| 單一出入口 · 設有電梯 · 設有手扶梯 | 遠景 | 板南路510號 |
| 註： 設有電梯 \| 設有手扶梯        |      |             |

## 歷史
- 2019年10月25日：臺北市政府辦理環狀線第一階段初勘作業。
- 2020年1月5日：交通部辦理環狀線第一階段履勘作業。
- 2020年1月19日：環狀線「新北產業園區—大坪林」段開放試營運，試乘時間於上午10點至下午4點[5][6]。
- 2020年1月31日：環狀線中原站隨著環狀線「新北產業園區—大坪林」段正式通車而啟用[1][2][3]。
- 2023年1月31日：環狀線西環段（新北產業園區站-大坪林站）交回新北捷運公司營運[7]。
- 2024年4月3日：「板新－中原」段在花蓮地震中軌道錯位，此站因而暫停營運待維修，改以公車接駁[8][9]。
- 2024年12月12日：「板新－中原」段修復並測試完成，於當日12時恢復通車。

## 利用狀況
| 年   | 年間    | 年間    | 年間      | 年間   | 單日平均 | 單日平均 |
| 年   | 上車    | 下車    | 上下車計  | 來源   | 上車     | 上下車   |
| ---- | ------- | ------- | --------- | ------ | -------- | -------- |
| 2020 | 758,269 | 750,957 | 1,509,226 | [ 10 ] | 2,179    | 4,337    |
| 2021 | 801,072 | 798,878 | 1,599,950 | [ 10 ] | 2,194    | 4,383    |
| 2022 | 959,343 | 959,035 | 1,918,378 | [ 10 ] | 2,628    | 5,155    |

## 車站周邊
- 中和高中
- 中和環球購物中心
- 中和霹靂宮(主祀雷神&電母娘娘)
- 中和東德宮(主祀五年千歲)中和大廟
- 中和海山宮(主祀天上聖母)
- MIT國際科學園區
- 元隆捷運雙星園區
- 美麗殿精品旅館
- 員山公園
- 新北市政府警察局保安警察大隊
- 新北市政府警察局中和分局積穗派出所
- 新北市政府警察局中和分局中原派出所
- 新北市政府警察局刑事警察大隊
- 積穗國中
- 新北市中和區積穗國民小學
- 新北市中和區光復國民小學
- 新北市政府中和區消防隊員山分隊
- 新北市政府中和區戶政事務所員山辦事處
- 交通部公路局公路人員訓練所
- 新北市公共自行車租賃系統
  - 捷運中原站
  - 板南路492號

## 公車資訊
| 編號 | 經營業者            | 區間       | 備註                          |
| ---- | ------------------- | ---------- | ----------------------------- |
| 982  | 首都客運 大都會客運 | 新莊－新店 | 屬於新北市區公車。            |
| 藍18 | 臺北客運 首都客運   | 中和－新莊 | 回程停靠。 屬於新北市區公車。 |

## 腳註

### 來源資料
1. 1 2  . 卞金峰. 中央社. 2020-01-21  [2020-01-21]. （原始内容存档于2020-02-26）.
2. 1 2  捷運環狀線1/31通車 一張圖看懂哪8站可以轉乘 （页面存档备份，存于），自由時報，2020-01-21 16:49:13。
3. 1 2  新北環狀線 1月31日通車營運，新北環狀線免費試乘3日，吸引超過11萬人試乘 （页面存档备份，存于），翻爆，2020-01-24。
4. ↑  . 臺北大眾捷運股份有限公司. 2021-01-15.
5. ↑  新北捷運環狀線 19日起免費試乘 （页面存档备份，存于），Yahoo奇摩新聞，2020年1月17日 上午2:26。
6. ↑  捷運新北環狀線 19日起免費試乘 （页面存档备份，存于），自由時報，2020-01-17 05:30:00。
7. ↑  葉德正、楊亞璇. . 中時新聞網. 2022-06-07  [2022-06-07]. （原始内容存档于2022-06-15） （中文）.
8. ↑  黃姵涵; 陳柏諭. . 公視新聞網. 2024-04-04  [2024-04-04]. （原始内容存档于2024-04-04） （中文（臺灣））.
9. ↑  董冠怡. . 自由時報. 2024-04-08  [2024-04-09]. （原始内容存档于2024-04-10）.}
10. ↑  . 臺北市交通統計資料庫查詢系統. 2021-02-04  [2022-06-25]. （原始内容存档于2020-11-28）.

## 外部連結
- 臺北大眾捷運股份有限公司（页面存档备份，存于）
- 臺北市政府捷運工程局（页面存档备份，存于）
- 中原站位置圖（台北捷運公司）
- 中原站車站剖面相關位置圖（台北捷運公司）